# Liber Endre kislakásépítési programja
Liber Endre kislakásépítési programja egy 1920-as évekbeli építkezési folyamat volt.

## Története
Az 1910-es években Bárczy István kislakás- és iskolaépítési programja keretében számos iskola- és lakóépület épült. Azonban az első világháború megakasztotta az építkezési folyamatokat, majd az azt követő gazdasági nehézségek tovább hátráltatták. Az 1920-as évek közepén merült fel a folytatása, majd az 1282/1925. számú rendelet döntött is arról. Ezt követően Liber Endre tanácsnok (1878–1936) vezetésével el is kezdődtek a kivitelezések. Akárcsak a Bárczy-féle programban, itt is az építészek szabadon dönthettek a tervezendő épületek stílusáról. Az épületek többsége valamilyen neoeklektikus stílusban épült fel (pl. neobarokk, neoklasszicista), néhány azonban már a modern formákat mutatta. Medgyaszay István népies stílusban készítette el épületeit.
A program 1926 és 1929 között zajlott, és a 4 év alatt összesen 57 lakóépület épült fel, bennük összesen 887 lakással, illetve 1335 szobával.
Liber 1930-ban Középítkezések Budapesten 1920–1930 címmel könyvben számolt be részletesen a programról.

## Építészek
Akárcsak Bárczy programjában, a Liber-féle építkezésekben is a korszak jelentős építészei vettek részt (nemritkán éppen azok, akik az előző folyamatban is): Bálint Zoltán, Jámbor Lajos, Böhm Henrik, Hegedűs Ármin, Freund Dezső, Friedrich Loránd, Hültl Dezső, Kismarty-Lechner Jenő, Létai András, Lux Kálmán, Medgyaszay István, Rupp Jenő, Sebestyén Artúr, Almási Balogh Loránd, Bauer és Schmitterer cég, Baumhorn Lipót, Frecska János, Gyenes Lajos, Györgyi Dénes, Hajós Alfréd, Hikisch Rezső, Horváth és Schwarz cég, Müller Pál, Münnich Aladár, Neuschloss-Knüsli Kornél, Orbán Ferenc, Padányi Gulyás Jenő, ifj. Paulheim Ferenc, Quittner Ervin, Szabó Jenő, Szentgyörgyi Gyula, Szöllősi Aurél, Vida Artúr, Wachtel Elemér, Weichinger Károly.

## Kislakások
A következő kislakásos házak épültek fel:

### 1926
| Kerület | Cím                            | Tervező                                                                 | Stílus                         | Megjegyzés | Képek |
| ------- | ------------------------------ | ----------------------------------------------------------------------- | ------------------------------ | --- | ----- |
| XI.     | Budaörsi út 4-18.              | Medgyaszay István, Friedrich Loránd                                     | népies                         | 4 épület |       |
| XIII.   | Váci út 170.                   | Rupp Jenő, Sebestyén Artúr és Lux Kálmán                                | neobarokk                      | 3 épület. Az igényesen megtervezett épületeket a díszeiktől később megfosztották, ma lecsupaszított formában láthatóak. |       |
| XIII.   | Gyöngyösi utca 2-6.            | Hegedűs Ármin (2.), Böhm Henrik, Freund Dezső (4.) és Létai András (6.) | neobarokk, art déco            | 3 épület |       |
| IX.     | Mester u. 33-35.               | Kismarty-Lechner Jenő                                                   | neoklasszicista-neogót         | 1 épület |       |
| IX.     | Mester u. 37-39.               | Fridrich Lajos                                                          | neobarokk                      | 1 épület |       |
| VIII.   | Simor (ma: Vajda Péter) u. 43. | Hültl Dezső                                                             | neobarokk                      | 1 épület |       |
| X.      | Üllői út 124.                  | Bálint Zoltán és Jámbor Lajos                                           | egyéni, stílusba nem sorolható | 2 épület |       |

### 1927
| Kerület  | Cím                            | Tervező                                                                                     | Stílus | Megjegyzés | Képek |
| -------- | ------------------------------ | ------------------------------------------------------------------------------------------- | ------ | ---------- | ----- |
| XI.      | Bocskai (Lenke) út 43-45.      | Münnich Aladár                                                                              |        | 4 épület   |       |
| III.     | Hunor u.-Veder u.-Kunigunda u. | Hegedüs Ármin, Böhm Henrik, Gyenes Lajos, ifj. Paulheim Ferenc, Vida Artúr, Sebestyén Ármin |        | 5 épület   |       |
| XIII.    | Kárpát u. 13-15.               | Wachtel Elemér, Schwarcz Jenő és Horváth Antal, Baumhorn Lipót                              |        | 4 épület   |       |
| XIII.    | Váci út 159/a-b.               |                                                                                             |        | 2 épület   |       |
| XIV.     | Gyarmat u. 47-49.              |                                                                                             |        | 2 épület   |       |
| VIII.    | Rozgonyi út 26.                |                                                                                             |        | 1 épület   |       |
| IX.      | Gyáli út 30.                   |                                                                                             |        | 1 épület   |       |
| VIII/IX. | Haller u. 12-18.               | Almási Balogh Loránd, Orbán Ferenc, Weichinger Károly                                       |        | 4 épület   |       |
| X.       | Kolozsvári u. 39.              | Györgyi Dénes és Padányi Gulyás Jenő                                                        |        | 1 épület   |       |
| X.       | Üllői út 120-122.              | Fecskai János, Quitner és Lack                                                              |        | 4 épület   |       |
| X.       | Maglódi út 10.                 | Szőke Imre, Szabó Jenő                                                                      |        | 2 épület   |       |
| XIV.     | Kerepesi út 118.               |                                                                                             |        | 1 épület   |       |

### 1928
| Kerület | Cím             | Tervező                               | Stílus              | Megjegyzés | Képek |
| ------- | --------------- | ------------------------------------- | ------------------- | ---------- | ----- |
| III.    | Bécsi út 88-92. | Hikisch Rezső és ifj. Paulheim Ferenc | neoklasszicista (?) | 5 épület   |       |

### 1929
| Kerület | Cím                | Tervező             | Stílus | Megjegyzés | Képek |
| ------- | ------------------ | ------------------- | ------ | ---------- | ----- |
| XII.    | Németvölgyi út     |                     |        | 3 épület   |       |
| XIV.    | Róna u.-Újvidék út | Szabolcs Ferenc     |        | 1 épület   |       |
| VIII.   | Kisfaludy út 40.   | ifj. Schömer Ferenc |        | 1 épület   |       |

## Iskolaépítés
Habár nem Liber vezetésével zajlott, de az 1920-as években folytatódott az iskolaépítési program is, amelynek a következő eredményei voltak:
- Simor utcai elemi iskola (ma: Vajda Péter Ének-zenei Általános és Sportiskola) befejezése (terv:  Lechner Ödön, Reichl Kálmán)
- Lenke úti elemi iskola (terv: Lavotta Gyula)
- Lenke úti óvoda (terv: Lavotta Gyula)
- Rómaifürdő telepi iskola (terv: Szabó Jenő)
- Üllői úti elemi iskola (terv: Lavotta Gyula)
- Farkasréti elemi iskola (terv: ?)
- Németvölgyi úti elemi iskola és óvoda (terv: ?)
- Miskolci úti elemi iskola (terv: ?)
- Ihász utcai elemi iskola (terv: ?)
- Léderer telepi (Sváb-hegy) erdei iskola  (terv: Lavotta Gyula)

Ezen kívül 1 emeletet emeltek a már korábban megépült Maglódi úti iskolára.

## Egyéb irodalom
- A Kiss János altábornagy utcai városi bérházak In: Rosch Gábor: Hegyvidéki épületek. A XII. kerület középületei, iskolái, kórházai, szállodái, templomai – Várostörténeti írások 1997-2003., Hegyvidék Lapkiadó, Budapest, 2004, ISBN 963-216-763-5, 31-34. o.